# Serranocirrhitus latus
Serranocirrhitus latus, conosciuto comunemente come anthias disegnato (o falco) è un pesce d'acqua salata appartenente alla famiglia Serranidae nonché unico esponente del genere Serranocirrhitus.

## Distribuzione e habitat
Questa specie è diffusa nel Pacifico occidentale, nell'area compresa tra le Isole Molucche, Taiwan, le Isole Figi e la Grande Barriera Corallina. Abita acque medio-profonde (da -15 a 70 m di profondità) sempre nei dintorni del reef e di anfratti rocciosi in cui passa la maggior parte del suo tempo.

## Descrizione
L'anthias disegnato ha un corpo alto, compresso ai fianchi, con testa grossa e profilo dorsale molto convesso, così come quello ventrale. Gli occhi sono grandi, la bocca rivolta verso l'alto. La pinna dorsale è retta per circa metà della sua lunghezza da tozzi raggi erettili, la seconda parte è invece più morbida con raggi sottili e profilo arrotondato. Le pinne pettorali sono ovali, così come le ventrali, terminanti a punta, e la pinna anale con il secondo raggio tozzo e sviluppato in lunghezza fino a formare un profilo a punta.
La pinna caudale è forcuta, con lubi allungati. La livrea è vivace: il dorso è giallo-arancio con scaglie orlate di magenta e scendendo sui fianchi il magenta ha la meglio fino al ventre, dove su fondo bianco vi è un rosa shocking, con scaglie dal centro arancio. La testa è orlata da linee giallo vivo sulle parti magenta e da linee magenta su fondo giallo arancio. La pinna dorsale è giallo vivo sottilmente orlata e puntinata di magenta, così come la coda, mentre le altre pinne sono magenta-violette. 

Raggiunge una lunghezza massima di 13 cm.

## Comportamento
Vive in piccoli branchi oppure da solo.

## Alimentazione
Si nutre di plancton, di piccoli invertebrati e pesci.

## Acquariofilia
Sebbene sia un pesce piuttosto delicato è commercializzato per l'allevamento in acquario.